# Liste der Internationalen Altkatholikenkongresse
Die Liste der Internationalen Altkatholikenkongresse enthält alle Veranstaltungen in chronologischer Reihenfolge. Ein Internationaler Altkatholikenkongress ist eine mehrtägige Zusammenkunft primär altkatholischer Christen, der in einem mehrjährigen Turnus (meistens 4 Jahre) stattfindet. Sehr oft ist auch eine Sitzung der Internationalen Altkatholischen Bischofskonferenz (der Utrechter Union) mit einem Kongresstermin verbunden.

## Geschichtliche Entwicklung

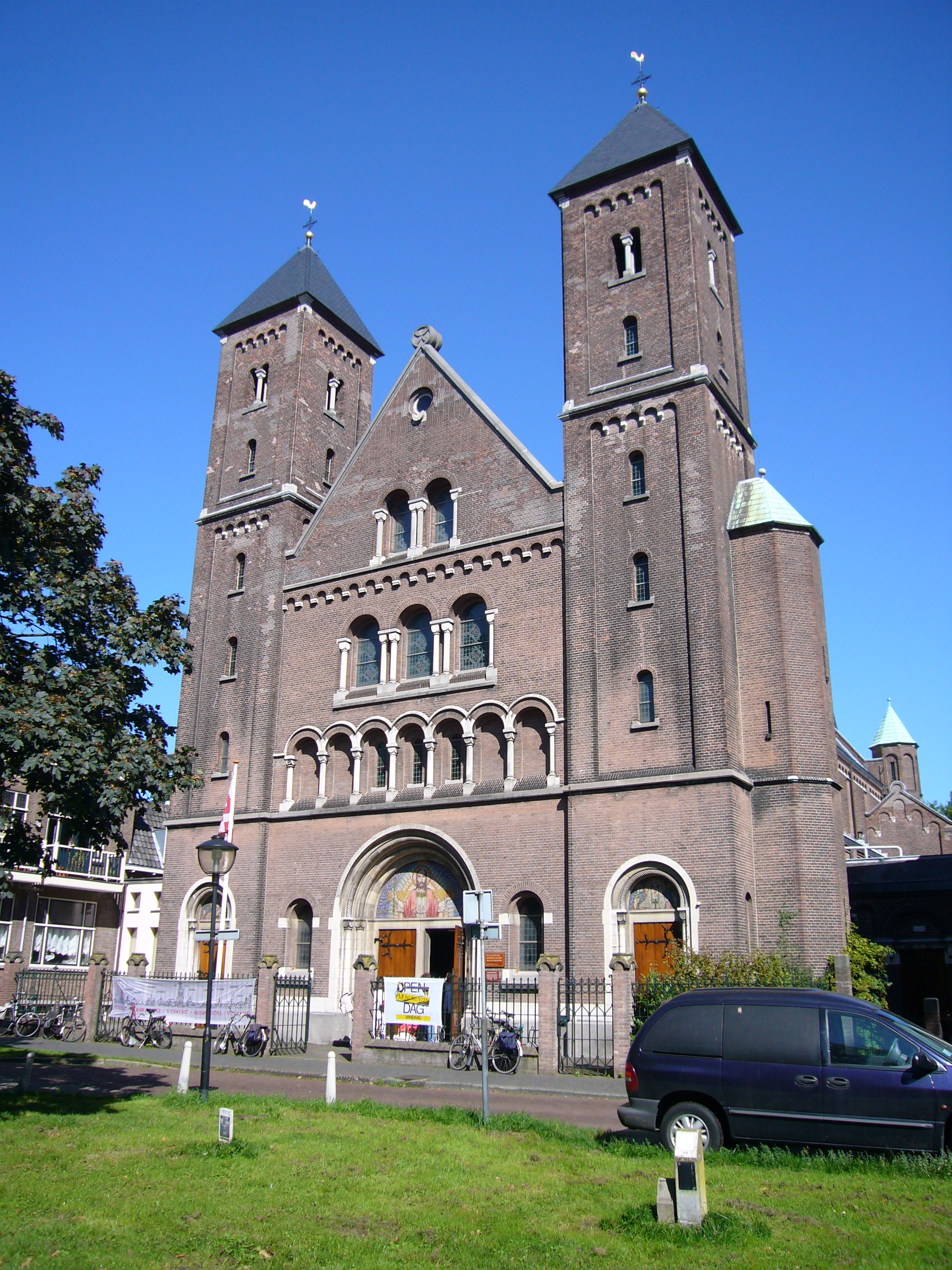
Die St.-Getrudis-Kathedrale, der Sitz des altkatholischen Erzbischofs von Utrecht

Die meisten altkatholischen Kirchen entstanden im Protest gegen das am I. Vaticanum 1870 verkündete Unfehlbarkeitsdogma. Die grundlegende Kirchenordnung wurde auf den Altkatholikenkongressen in München 1871, Köln 1872 und Konstanz 1873 gefasst. Die ersten drei Kongresse hatten durch die Anwesenheit orthodoxer und anglikanischer Beobachter bereits einen internationalen Charakter, die sechs weiteren Kongresse bezogen sich thematisch jedoch vor allem auf Belange der altkatholischen Kirche in Deutschland (amtlich: Katholisches Bistum der Alt-Katholiken in Deutschland). Durch den Zusammenschluss der altkatholischen Landeskirchen mit dem seit 1723 von Rom getrennten Erzbistum Utrecht und die in diesem Zusammenhang – im Jahr 1889 – erfolgte Gründung der Utrechter Union der Altkatholischen Kirchen wurden die Versammlungen (wieder) zu einem internationalen Forum umgestaltet.
Der im Jahr 1890 abgehaltene 10. Altkatholikenkongress wurde somit zugleich als 1. Internationaler Altkatholikenkongress einberufen. Die altkatholischen Bischöfe nehmen seitdem an allen Kongressen teil, oft wird auch eine Sitzung der Internationalen Altkatholischen Bischofskonferenz mit dem Kongresstermin verbunden.
Hinsichtlich der Schreibweise gibt es im deutschen Sprachraum die Formen mit und ohne Bindestrich, daher Internationaler Alt-Katholikenkongress sowie Internationaler Altkatholikenkongress beziehungsweise darüber hinaus Alt-Katholiken und Altkatholiken. Die Selbstbezeichnung in der Schweiz lautet Christkatholiken.

## Organisation
Der Internationale Altkatholikenkongress, abgekürzt IAAK, ist zwar fester Bestandteil des Altkatholizismus, besitzt aber keinen kirchenamtlichen Charakter. Ein Altkatholikenkongress findet in der Regel alle vier Jahre statt und bildet ein umfassendes Forum aus Laien und Theologen aus allen altkatholischen Kirchen. Weiter entsenden auch andere Kirchen ihre Beobachter.
Jeder einzelne Altkatholik kann ordentliches Mitglied mit Stimmrecht sein, außerordentliches Mitglied jeder Angehörige einer christlichen Kirche. Die IAAK dienen der freien Zusammenarbeit der altkatholischen Kirchen und der Förderung der Beziehung in der Ökumene. Gemäß den Statuten von  1913, revidiert 1961, oblag früher die Vorbereitung und Einberufung einem Ständigen Kongressausschuss, der Präsident war ein Laie. Nachdem das Statut fast 100 Jahre lang in Geltung war, kam es mit Beschluss der Internationalen Bischofskonferenz von 2011 zu einer Reform. Der bisherige Kongressausschuss wurde aufgelöst und die Organisation neu geordnet.
Seit 2011 ernennt die als „Gastgeber“ fungierende Landeskirche einen so genannten Ortsausschuss, dieser wird durch bis zu zwei internationale Mitglieder ergänzt. Diesem Ortsausschuss obliegt die ganze Durchführung des Kongresses. Das jeweilige Thema wird von der Bischofskonferenz und dem Ausschuss gemeinsam festgelegt.
Beim 32. Internationalen Altkatholikenkongress 2018 in Wien nahmen über 350 Personen teil.

## Liste der Altkatholikenkongresse
| Jahr | Bezeichnung                               | Ort                  | Anmerkung |
| ---- | ----------------------------------------- | -------------------- | --- |
| 1871 | 1. Altkatholikenkongress                  | München              | mit Vertretern der orthodoxen, anglikanischen und protestantischen Kirchen sowie der Kirche von Utrecht |
| 1872 | 2. Altkatholikenkongress                  | Köln                 | Abschaffung der Stolgebühren und der Mess-Stipendien. Einrichtung einer Kommission für die Ökumene |
| 1873 | 3. Altkatholikenkongress                  | Konstanz             | Annahme der Kirchenverfassung (Synodalordnung). Wahl des ersten deutschen Bischofs Joseph Hubert Reinkens und des Synodalrates |
| 1874 | 4. Altkatholikenkongress                  | Freiburg             | |
| 1876 | 5. Altkatholikenkongress                  | Breslau              | |
| 1877 | 6. Altkatholikenkongress                  | Mainz                | |
| 1880 | 7. Altkatholikenkongress                  | Baden-Baden          | Die Synode berichtet über folgende Themen: Zustimmung zum Gebrauch der deutschen Sprache in der Liturgie (1880), Aufhebung des Zölibats (1878), Abschaffung der ein Mal im Jahr verpflichtenden Ohrenbeichte und die Reform der gebotenen Feiertage.                                                                                               |
| 1884 | 8. Altkatholikenkongress                  | Krefeld              | |
| 1888 | 9. Altkatholikenkongress                  | Heidelberg           | |
| 1890 | 1. Internationaler Altkatholikenkongress  | Köln                 | Der 10. Altkatholikenkongress ist nach Gründung der Utrechter Union (1889) zugleich der 1. Internationale Altkatholikenkongress. |
| 1892 | 2. Internationaler Altkatholikenkongress  | Luzern               | |
| 1894 | 3. Internationaler Altkatholikenkongress  | Rotterdam            | |
| 1897 | 4. Internationaler Altkatholikenkongress  | Wien                 | |
| 1902 | 5. Internationaler Altkatholikenkongress  | Bonn                 | |
| 1904 | 6. Internationaler Altkatholikenkongress  | Olten                | |
| 1907 | 7. Internationaler Altkatholikenkongress  | Den Haag             | |
| 1909 | 8. Internationaler Altkatholikenkongress  | Wien                 | |
| 1913 | 9. Internationaler Altkatholikenkongress  | Köln                 | |
| 1925 | 10. Internationaler Altkatholikenkongress | Bern                 | Die altkatholische Kirche der Niederlande (Kirche von Utrecht) berichtet von der Aufhebung des Zölibats. Des Weiteren anerkennt der Erzbischof von Utrecht die „Gültigkeit“ der Weihen in der Anglikanischen Kirche. |
| 1928 | 11. Internationaler Altkatholikenkongress | Utrecht              | |
| 1931 | 12. Internationaler Altkatholikenkongress | Wien                 | Jahr des Abschlusses der Interkommunion mit der Anglikanischen Kirche (Anglikanische Gemeinschaft), genannt Bonn Agreement |
| 1934 | 13. Internationaler Altkatholikenkongress | Konstanz             | |
| 1938 | 14. Internationaler Altkatholikenkongress | Zürich               | |
| 1948 | 15. Internationaler Altkatholikenkongress | Hilversum            | |
| 1953 | 16. Internationaler Altkatholikenkongress | München              | |
| 1957 | 17. Internationaler Altkatholikenkongress | Rheinfelden          | |
| 1961 | 18. Internationaler Altkatholikenkongress | Haarlem              | |
| 1965 | 19. Internationaler Altkatholikenkongress | Wien                 | Abschluss der Kirchengemeinschaft (Volle Sakramentsgemeinschaft) mit der Unabhängige Philippinische Kirche, Lusitanische Kirche von Portugal und Reformierte Episkopalkirche Spaniens |
| 1970 | 20. Internationaler Altkatholikenkongress | Bonn                 | 100-jähriges Gedenken an die Dogmen des I. Vatikanischen Konzils. Die Bischofskonferenz legt eine „Erklärung über das Primat in der Kirche“ vor. |
| 1974 | 21. Internationaler Altkatholikenkongress | Luzern               | |
| 1978 | 22. Internationaler Altkatholikenkongress | Noordwijkerhout      | |
| 1982 | 23. Internationaler Altkatholikenkongress | Wien                 | Die Bischofskonferenz lässt Frauen prinzipiell zum Diakonat zu. |
| 1986 | 24. Internationaler Altkatholikenkongress | Münster, Westfalen   | Die altkatholische Kirche in Deutschland berichtet über die gegenseitige Einladung zum Abendmahl (eucharistische Gastfreundschaft) mit der Evangelischen Kirche in Deutschland (1985). Dieses Abkommen wird in der Utrechter Union kontrovers diskutiert.                                                                                          |
| 1990 | 25. Internationaler Altkatholikenkongress | Genf                 | Der Internationale Altkatholiken-Kongress 1990 beschloss zum Austausch zwischen den Mitgliedern in den Bistümern der Utrechter Union das jährliche „Laienforum“. |
| 1994 | 26. Internationaler Altkatholikenkongress | Delft                | |
| 1998 | 27. Internationaler Altkatholikenkongress | Seggauberg bei Graz  | Diskutiert wurde auch die Lager der Utrechter Union. Durch die Einführung der Frauenordination in Deutschland 1996 und die Aufkündigung der Sakramentsgemeinschaft durch die PNCC – Polish National Catholic Church of America war die Utrechter Union für einige Jahre keine volle Kirchengemeinschaft mehr. Bildung der Utrechter Communio 1997. |
| 2002 | 28. Internationaler Altkatholikenkongress | Prag                 | Erster Altkatholikenkongress in einem ehemaligen Ostblock-Staat. Weitere Kirchen haben die Frauenordination eingeführt. |
| 2006 | 29. Internationaler Altkatholikenkongress | Freiburg im Breisgau | Die PNCC hat die Utrechter Union 2003 verlassen und nimmt nicht mehr teil. |
| 2010 | 30. Internationaler Altkatholikenkongress | Zürich               | |
| 2014 | 31. Internationaler Altkatholikenkongress | Utrecht              | Feier zum 125-jährigen Bestehen der Utrechter Union (1889–2014). Motto: Steh auf und geh! |
| 2018 | 32. Internationaler Altkatholikenkongress | Wien                 | Motto: Salz der Erde – Christinnen und Christen im Dialog für eine offene Gesellschaft. Berichtet wird auch über die Kirchengemeinschaft mit der (evangelisch-lutherischen) Kirche von Schweden (2016). |
| 2022 | 33. Internationaler Altkatholikenkongress | Bonn                 | Motto: Fürs Leben. Gleichzeitig mit dem „IAKK 2022 Bonn“ findet auch der Jugendkongress der internationalen alt-katholischen Jugendverbänden statt. |